# 형 (1969년 영화)
"형"은 1969년 공개된 대한민국의 영화이다.

## 배역
- 신영균
- 문희
- 이순재
- 방성자
- 사미자